# HD 169830 b
HD 169830 b是一顆質量為木星3倍的太陽系外行星，被認為是類木行星。該行星距離母恆星約0.8天文單位，稍高於金星和太陽的距離，軌道週期262日。